# نالینو (خوسف)
نالینو یک روستا در ایران است که در شهرستان خوسف واقع شده‌است.